# El Morkadh
El Morkadh ou le Morkad (arabe : المركاض) est une place de Tunis, capitale de la Tunisie.

## Situation et accès
La place du Morkad est située à l'intersection de quatre rues :
- rue du Morkad ;
- rue Tahar El-Haddad ;
- rue Boukhris ;
- rue Abdelwahab.

## Origine du nom
Son nom aurait pour origine le mot espagnol mercado.
Certains l'appellent la place du Marché aux chevaux puisque c'est le lieu où l’on vendait et achetait les chevaux ou les mulets.